# Aspergillus asperescens
Aspergillus asperescens är en svampart som beskrevs av Stolk 1954. Aspergillus asperescens ingår i släktet Aspergillus och familjen Trichocomaceae.   Inga underarter finns listade i Catalogue of Life.